# Coll del Perer
Coll del Perer är ett bergspass i Spanien.   Det ligger i provinsen Província de Girona och regionen Katalonien, i den östra delen av landet, 600 km öster om huvudstaden Madrid. Coll del Perer ligger 1 125 meter över havet.
Terrängen runt Coll del Perer är huvudsakligen kuperad, men västerut är den bergig. Coll del Perer ligger uppe på en höjd. Runt Coll del Perer är det ganska tätbefolkat, med 54 invånare per kvadratkilometer. Närmaste större samhälle är Olot, 18,3 km söder om Coll del Perer. I omgivningarna runt Coll del Perer växer i huvudsak blandskog.